# Nathalie Boutefeu
Pour les articles homonymes, voir Boutefeu.
Nathalie Boutefeu, née le 1er janvier 1968 à Dijon, est une actrice, scénariste et réalisatrice française.

## Biographie
Nathalie Boutefeu a grandi en région parisienne et à Paris, où elle suit le Cours Simon pour les lycéens puis les cours de Steve Kalfa. Elle fait à cette époque la rencontre de Mathieu Amalric alors que tous les deux sont encore étudiants. Elle part ensuite pour le conservatoire de Strasbourg de 1989 à 1992. Elle commence par faire du théâtre avant de jouer dans des films réalisés par des réalisateurs de la génération montante des années 1990. Ses réels premiers rôles lui sont donnés par son complice Jérôme Bonnell qui en fait son actrice fétiche lors de quatre longs métrages, dont Les Yeux clairs – où elle tient le rôle principal dans un rôle écrit à son intention –, et deux courts métrages. Elle joue également de nombreux seconds rôles remarqués comme dans Un secret de Claude Miller.
En 2012, elle met en scène sa première pièce de théâtre, Un chien dans ma vie de Sophie Guiter.
Elle est la compagne du directeur de la photographie Éric Gautier avec lequel elle a eu trois enfants.

## Filmographie

### Cinéma
- 1989 : Juste avant Bir-Hakeim (court métrage) de Chris Donner
- 1991 : Sans rires (court métrage) de Mathieu Amalric
- 1992 : Confessions d'un barjo de Jérôme Boivin
- 1993 : Les Yeux au plafond (court métrage) de Mathieu Amalric
- 1994 : Mère séropositive (court métrage collection « 3000 scénarios contre un virus ») de Benoît Jacquot
- 1994 : Le Rêve du papillon de Marco Bellocchio – Anna
- 1996 : Irma Vep d'Olivier Assayas – Laure
- 1997 : Port Djema d'Éric Heumann – Alice
- 1999 : Fidèle (court métrage) de Jérôme Bonnell
- 1999 : Rien sur Robert de Pascal Bonitzer – Violaine Rachat
- 1999 : À l'ombre des grands baobabs de Rémy Tamalet
- 1999 : La Maladie de Sachs de Michel Deville – Viviane
- 2000 : Liste rouge (court métrage) de Jérôme Bonnell
- 2001 : Pau et son frère de Marc Recha – Marta
- 2002 : A+ Pollux de Luc Pagès – Pascaline
- 2002 : Le Chignon d'Olga de Jérôme Bonnell – Alice
- 2003 : Son frère de Patrice Chéreau – Claire
- 2004 : Rois et reine d'Arnaud Desplechin – Chloé Jennsens
- 2005 : Les Yeux clairs (prix Jean-Vigo) de Jérôme Bonnell – Fanny
- 2006 : Un couple parfait de Nobuhiro Suwa – Esther
- 2007 : J'attends quelqu'un de Jérôme Bonnell – la femme aux chiens blancs
- 2007 : Nuage de Sébastien Betbeder
- 2007 : Un secret de Claude Miller – Esther
- 2009 : À l'origine de Xavier Giannoli – Marie
- 2010 : La Dame de trèfle de Jérôme Bonnell – Judith Novitch
- 2011 : La Permission de minuit de Delphine Gleize – Eva
- 2011 : Polisse de Maïwenn – la mère de la fille qui accouche
- 2012 : À perdre la raison de Joachim Lafosse – docteur Declerck
- 2012 : Les Gouffres (et version courte Abismo) d'Antoine Barraud – France
- 2013 : Mon âme par toi guérie de François Dupeyron – La mère de la petite fille leucémique
- 2015 : Le Dos rouge d'Antoine Barraud – Catherine
- 2020 : Madeleine Collins d'Antoine Barraud - Christine
- 2022 : Un couple de Frederick Wiseman - Sophie Tolstoï
- 2023 : Garder ton nom de Vincent Duquesne - La mère de Jérôme

### Télévision
- 1994 : Mère séropositive de Benoît Jacquot –
- 1994 : Julie Lescaut (saison 3, épisode 3 : La Mort en rose) d'Élisabeth Rappeneau – Sonia
- 1996 : Une mère comme on n'en fait plus de Jacques Renard – Audrey
- 2000 : La Bicyclette bleue de Thierry Binisti – Françoise Delmas
- 2005 : La Parenthèse interdite – Virginie Seymour
- 2009 : Louise Michel de Sólveig Anspach – Nathalie Lemel
- 2011 : Tout le monde descend ! de Renaud Bertrand – Magali Soubrier
- 2012 : Je suis une ville endormie de Sébastien Betbeder – la narratrice
- 2013 : Les Complices de Christian Vincent – Marie-Laure
- 2014 : Duel au soleil (saison 1, épisode 4 : Dommages collatéraux) d'Olivier Guignard – la mère de Clara
- 2015-en cours : Candice Renoir (saison 3, épisode 9 ; saison 4 et saison 5) – Commandant puis Commissaire Sylvie Leclerc
- 2015 : Le Bureau des légendes – Elsa
- 2017 : Robin d'Alice Douard – Catherine
- 2019 : Jeux d'influence (mini-série, 6 épisodes) de Jean-Xavier de Lestrade – Caroline Villeneuve
- 2019 : Capitaine Marleau (épisode Quelques maux d'amour) de Josée Dayan – Annie Lanterie
- 2020 : Un homme ordinaire (mini-série) de Pierre Aknine
- 2020 : De l'autre côté de Didier Bivel – Stéphanie Coincenot
- 2024 : Citoyens clandestins de Laëtitia Masson - Hélène

### Scénariste/réalisatrice
- 2003 : Les Coquilles (moyen métrage)
- 2007 : Le printemps est vite arrivé
- 2009 : Des bonnes

## Théâtre

### Comédienne
- 1992 : La Magie sans magie de Lambert, mise en scène Jean-Marie Villégier, Théâtre national de Strasbourg
- 1992 : Les Innocents coupables de Brosse, mise en scène Jean-Marie Villégier, Théâtre national de Strasbourg
- 1994 : La Ménagerie de verre de Tennessee Williams, mise en scène Élisabeth Chailloux, Théâtre des Quartiers d'Ivry, Nouveau théâtre d'Angers
- 1994 : Bingo d'Edward Bond, mise en scène Alain Milianti, Festival d'Avignon
- 1995 : Bingo d'Edward Bond, mise en scène Alain Milianti, Le Volcan
- 1998 : La Seconde Surprise de l'amour de Marivaux, mise en scène Isabelle Janier, Théâtre Paris-Villette
- 2009 : Vie privée de Philip Barry, mise en scène Pierre Laville, Théâtre Antoine
- 2014 : Camille, Camille, Camille de Sophie Jabès, mise en scène Marie Montegani, Lucernaire
- 2020 : Le Misanthrope de Molière, mise en scène Chloé Lambert et Nicolas Vaude, théâtre Le Ranelagh
- 2023 : Femmes en colère de Mathieu Menegaux et Pierre-Alain Leleu, mise en scène Stéphane Hillel, La Pépinière-Théâtre

### Metteuse en scène
- 2012 : Un chien dans ma vie de Sophie Guiter, Le Grand Parquet

## Distinctions
Nathalie Boutefeu a reçu en 2006 le prix Suzanne-Bianchetti, qui récompense chaque année « la jeune actrice la plus prometteuse ». Après avoir réalisé plusieurs courts-métrages, elle remporte en 2009 le Grand Prix du meilleur scénariste avec son premier scénario de long-métrage, Des bonnes. En 2013, elle reçoit le prix de la « Meilleure actrice » du festival du film fantastique de Montréal « FanTasia » pour son interprétation dans Les Gouffres d'Antoine Barraud.